# Морган Бриттани
Морган Бриттани (англ. Morgan Brittany, наст. имя Сюзанна Сопито; род. 5 декабря 1951, Голливуд, Калифорния) — американская актриса, наиболее известная благодаря своей роли Кэтрин Вентворт, злобной сестры Памелы Барнс Юинг и Клиффа Барнса в прайм-тайм мыльной опере CBS «Даллас».

## Жизнь и карьера
Под своим настоящим именем Сюзанна Сопито, Морган Бриттани начала карьеру в детском возрасте с появлений в таких сериалах как «Сумеречная зона» и «За гранью возможного». В возрасте восемнадцати лет она переехала в Нью-Йорк, где начала карьеру фотомодели в агентстве Ford Models.
Морган Бриттани добилась наибольшей известности по роли Кэтрин Вентворт в телесериале «Даллас». Она снималась в шоу с 1981 по 1985 и вернулась кратко в 1987 году. После она получила главную роль в сериале производства Аарона Спеллинга «Блеск», который был закрыт после одного сезона. На большом экране она сыграла роль Вивьен Ли в биографическом фильме 1976 года «Гейбл и Ломбард», а после эту же роль в телефильме «Мовиола: Война Скарлетт О’Хара».
После «Далласа» карьера Морган Бриттани складывалась не столь успешно, она в основном играла гостевые роли в таких сериалах как «Отель», «Женаты… с детьми», «Она написала убийство», «Няня», «Закон Лос-Анджелеса», «Мелроуз Плейс» и многих других. В настоящее время она живёт на ранчо в южной Калифорнии.
Бриттани является членом Республиканской партии и известна своими консервативными политическими комментариями, что по её заявлению лишило её ролей в Голливуде.